# 王翬
王翬（1632年—1717年），字石谷，號耕煙散人、烏目山人、清暉老人，蘇州府常熟縣人，清初畫家。

## 生平
王翬出身於繪畫世家。祖上五代擅畫，曾祖王伯臣善畫花鳥，祖父王載仕擅長山水、人物、花卉；父王雲客善畫山水。少時先拜同里張珂為師，專摹元代黃公望的山水畫。21歲時以小景扇面見賞於王鑑，被收為弟子，後又師事王時敏，得以飽覽其家傳真跡，對傳統古畫的鑑賞、臨摹，功力極深，宋以來許多失傳的古畫，借王翬的臨摹得以傳世。筆參古今，貌含南北，時人吳偉業稱為「畫聖」，畫技之精熟為清代第一。清代張庚的《國朝畫徵錄》 評其為“畫有南北宗，至石谷而合焉”。康熙三十年（1691年）由弟子宋駿業之薦，上京主持《康熙南巡圖》的一系列製作。南巡圖繪畢，曾獲當時皇太子胤礽接見，賜座、賜食，並賜「山水清暉」四字。歸里之後，求畫者甚眾。所作多為仿古，功力較深，但有時過於圓熟或傷於刻露，而丘壑尤少變化，晚年於簡練中求蒼渾，為論者所重；偶寫花卉，秀雋有致。平生藝論，多在《清暉贈言》。
王翬從學弟子甚多，是“虞山派”的創始人。王翬與王時敏、王鑑、王原祁合稱“四王”，四人又與吳歷、惲壽平合稱“四王吳惲”或“清六家”。
曾孫王玖為“小四王”之一。王玖兩子王廷元、王廷周均為“後四王”之一。

## 后世
2008年9月起，纽约的大都会博物馆展出了王翚的27幅山水画，该展览由四部分27件作品组成，按时间顺序讲述了王翚的艺术发展历程，从早年对传统山水画风的精湛诠释，到1689年获选为康熙皇帝南巡作画而达到事业高峰为止。

## 主要作品

### 康熙南巡圖
该图是王翚带领约一千名画工，包括画家宋駿業、杨晋、冷枚、王云、徐玫等人，历时六年完成的共十二卷的长篇巨制，描绘康熙皇帝六次南巡的情况。该图为绢本，设色，纵高67.8厘米，每一卷的长度为14米至26米不等，今尚存九卷，第一，九，十，十一，十二卷现藏于北京故宫博物院；第二，第四卷现藏于法国巴黎的吉美博物馆；第三，第七卷现藏于美国纽约的大都会艺术博物馆。

### 其他
《匡廬讀書圖》，藏於台北國立故宮博物院
《千巖萬壑圖》，藏於台北國立故宮博物院
《奇峰聳秀》軸，藏於台北國立故宮博物院
《平林散牧圖》，藏於台北國立故宮博物院
《石磴林泉》軸，藏於台北國立故宮博物院
《水村春曉》軸，藏於台北國立故宮博物院
《石泉試茗》軸，藏於台北國立故宮博物院
《夏麓晴雲》軸，藏於台北國立故宮博物院
《夏木垂陰》軸，藏於台北國立故宮博物院
《秋林圖》，藏於台北國立故宮博物院
《寒林小景》，藏於台北國立故宮博物院
《夏五吟梅圖》，藏於北京故宮博物院
《秋樹昏鴉圖》，藏於北京故宮博物院
《廬山白雲圖》，藏於北京故宮博物院
《虞山楓林圖》，藏於北京故宮博物院
《秋山萬重圖》，藏於北京故宮博物院

## 图集

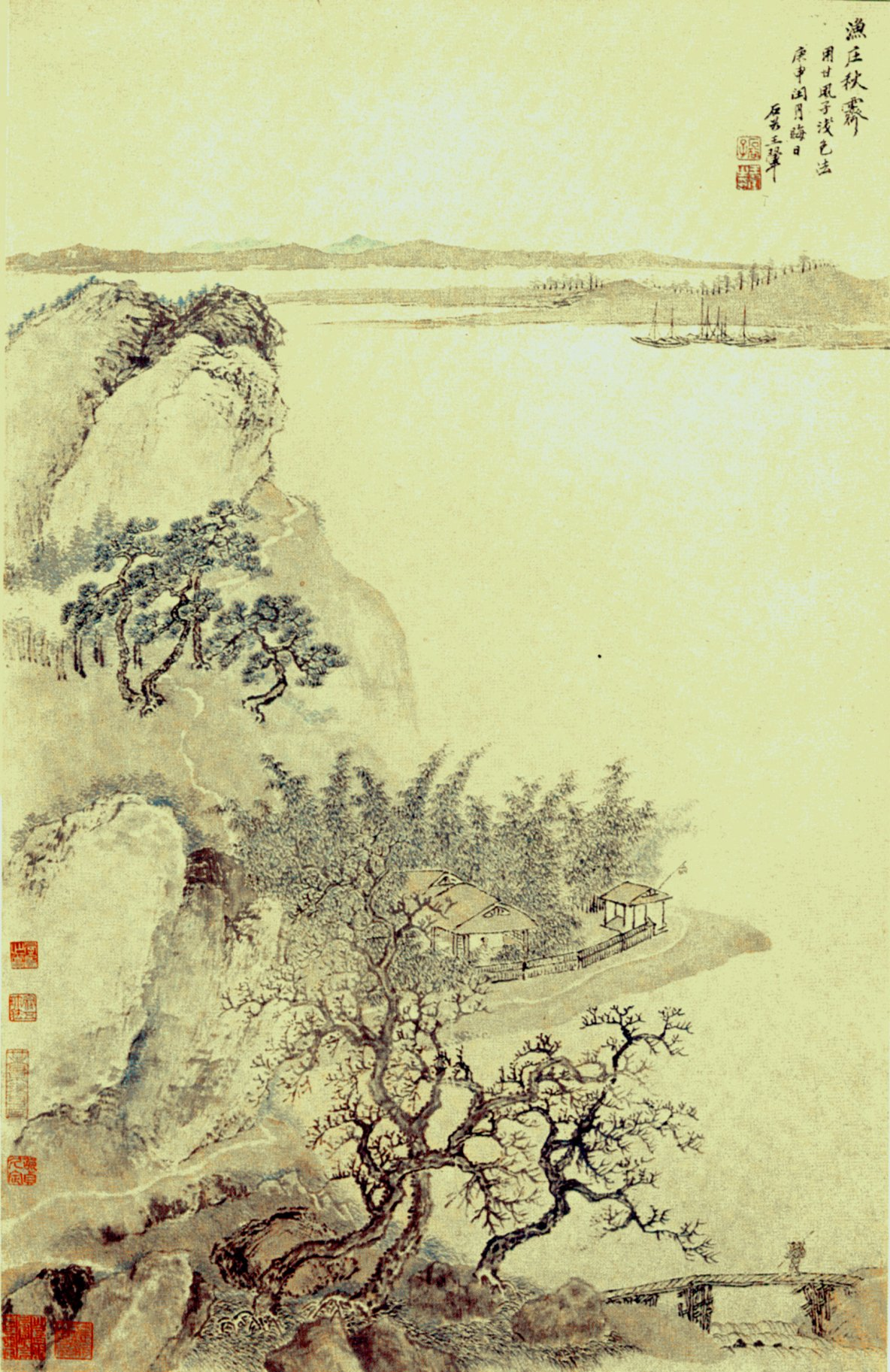
渔庄秋霁图（美国檀香山艺术博物馆藏）
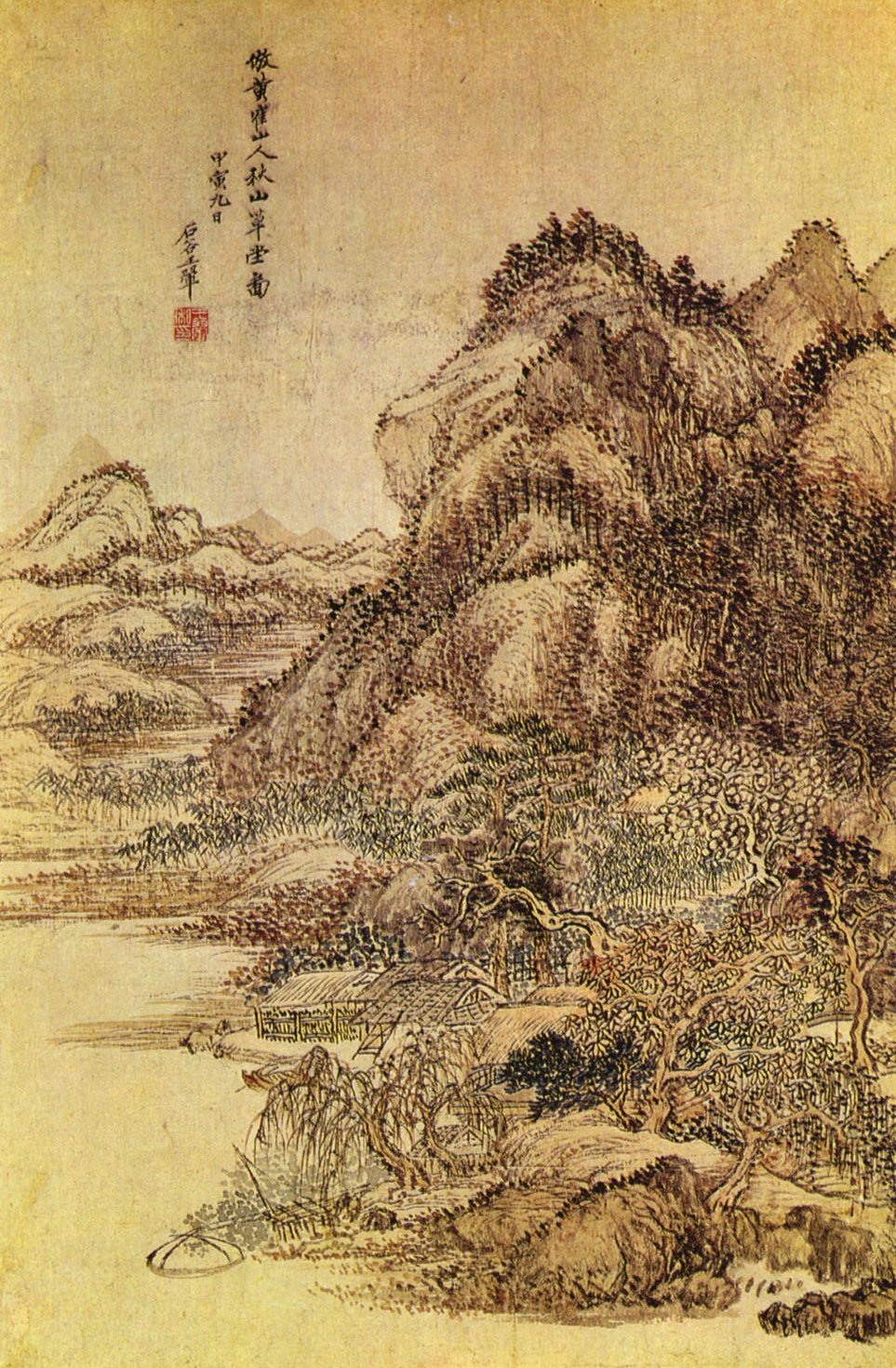
仿黄鹤山人秋山草堂图（法国吉美国立亚洲艺术博物馆藏）
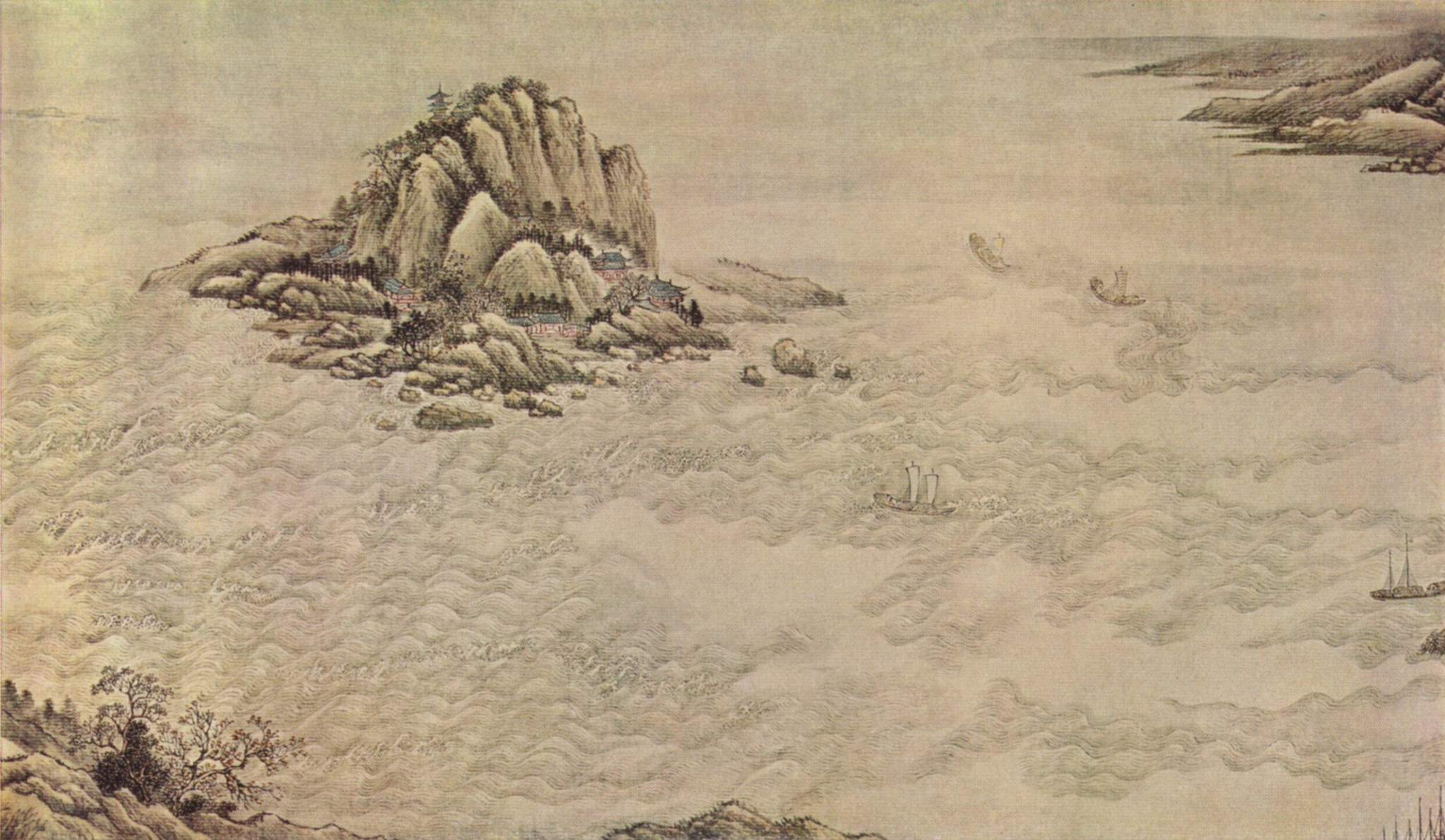
长江万里图（局部，美国波士顿美术馆藏）
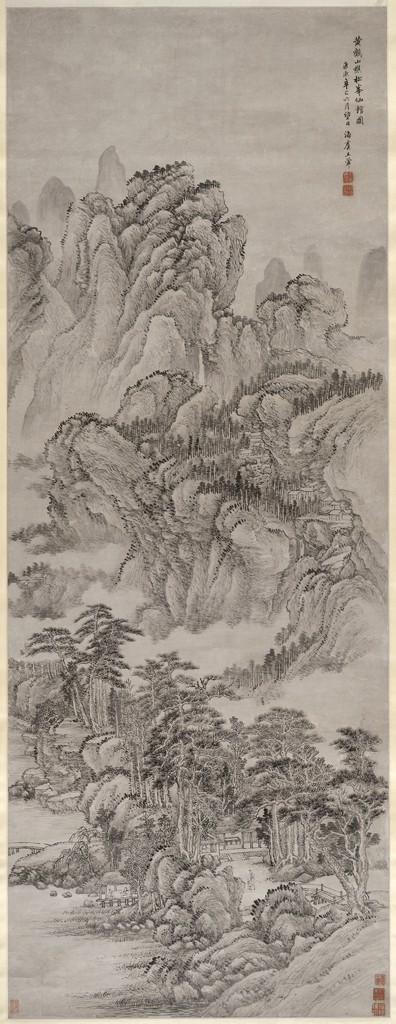
仿王蒙松峰仙馆图（美国哈佛艺术博物馆藏）
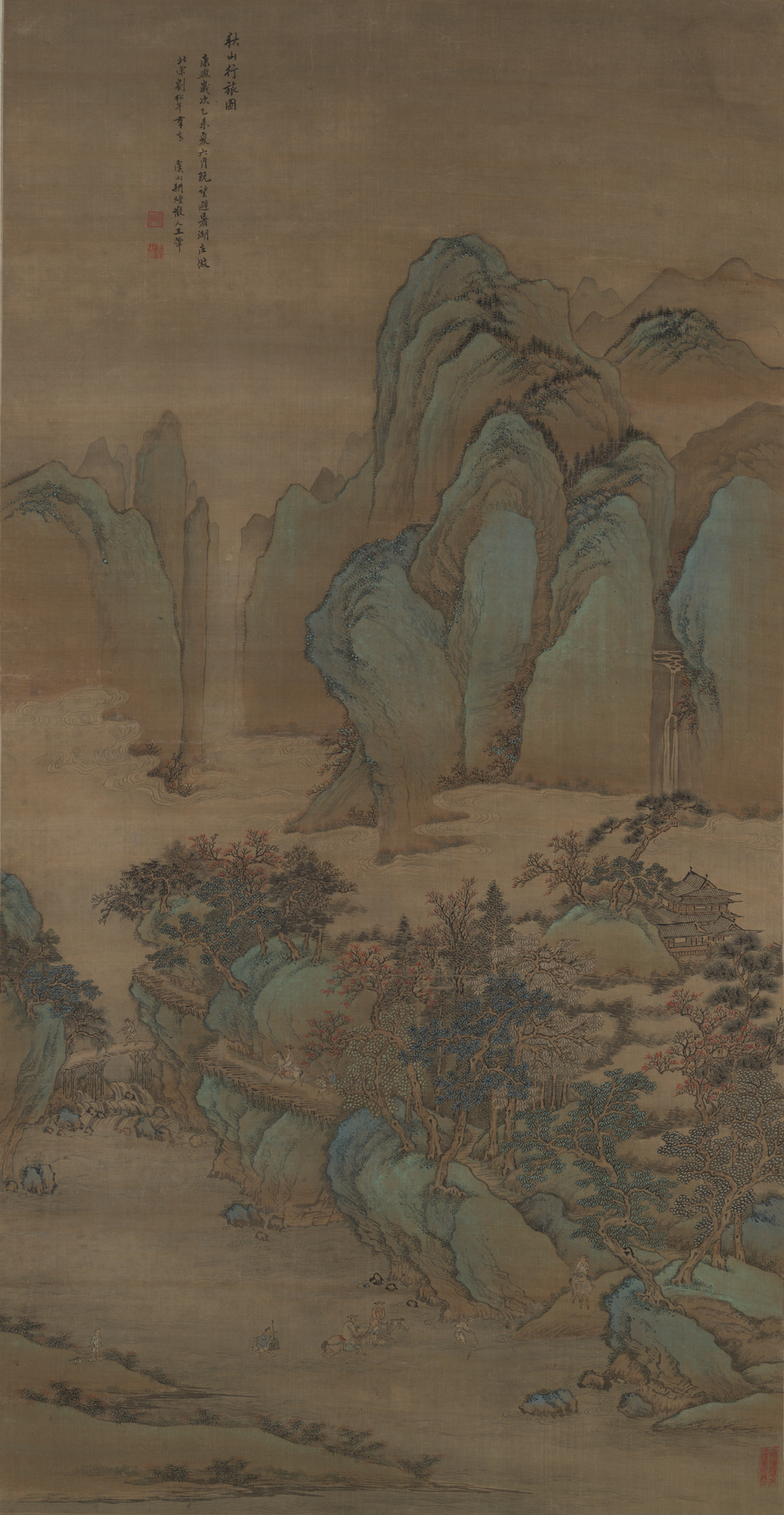
秋山行旅图（美国耶鲁大学美术馆藏）
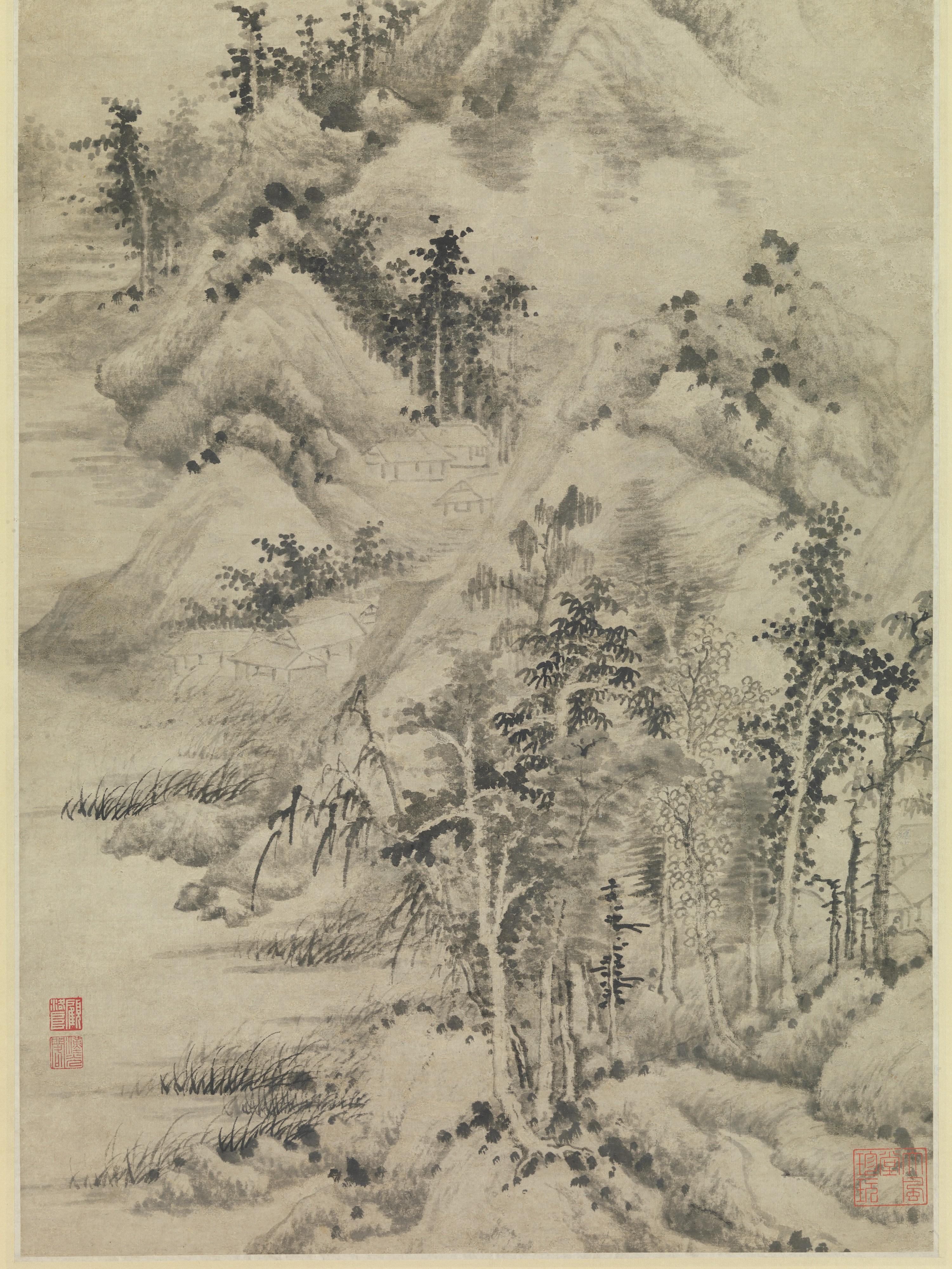
溪山雨霁图（美国大都会艺术博物馆藏）
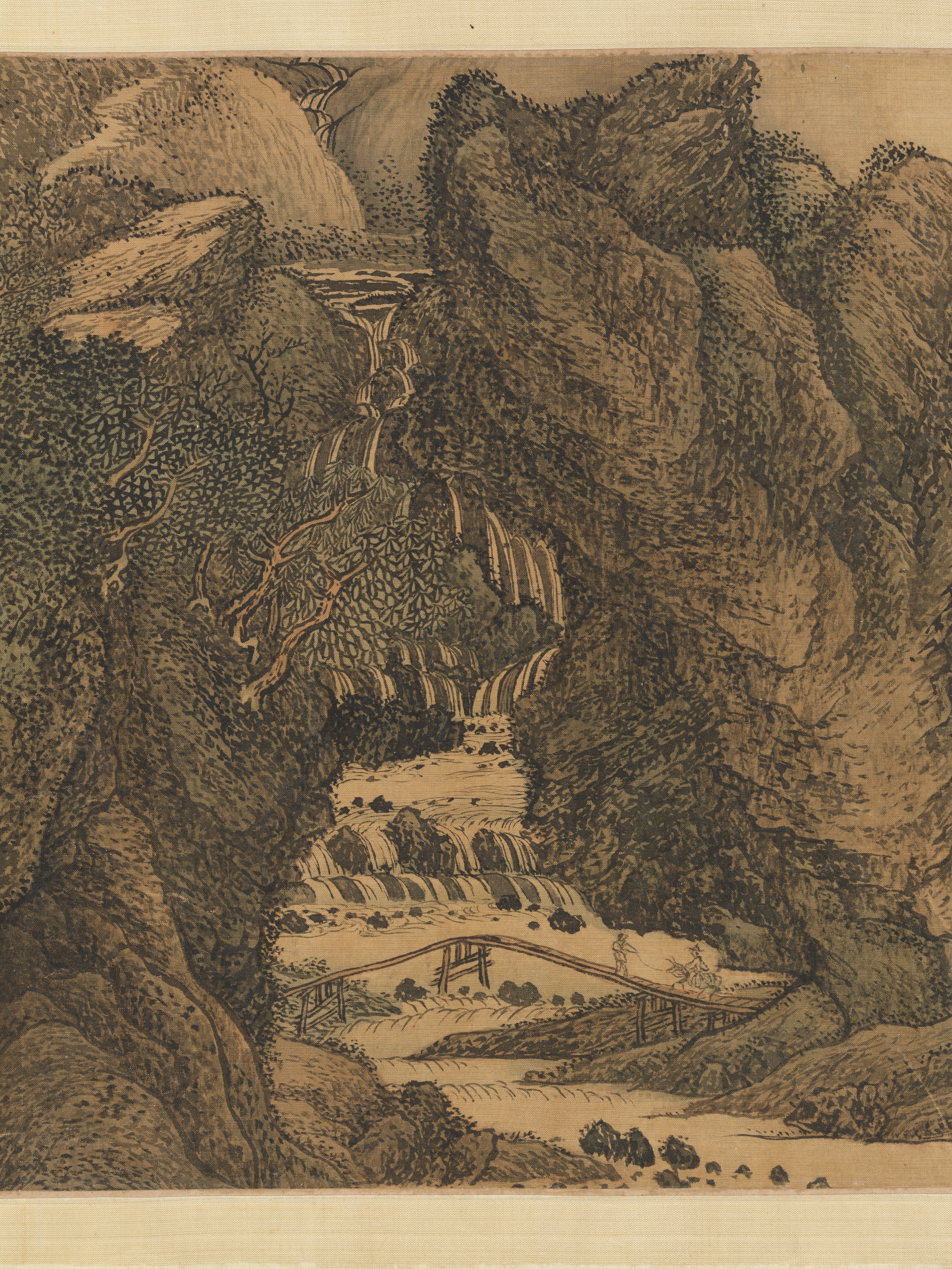
太行山色图（局部，美国大都会艺术博物馆藏）
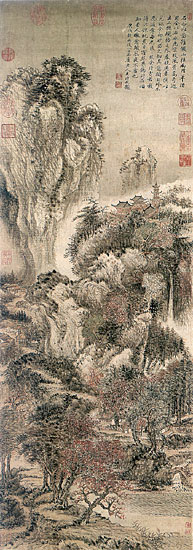
溪山红树图（台北国立故宫博物院藏）
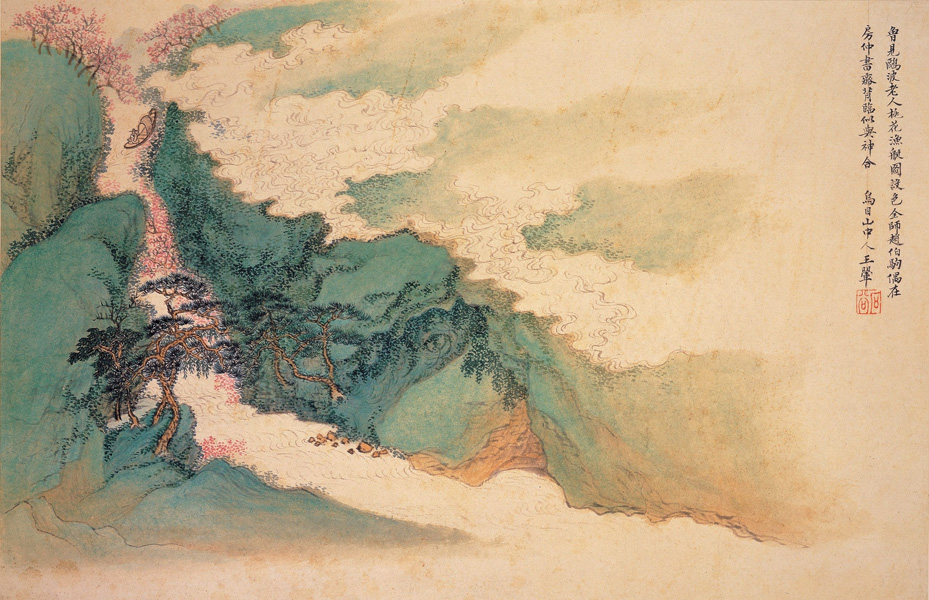
桃花渔艇图（台北国立故宫博物院藏）
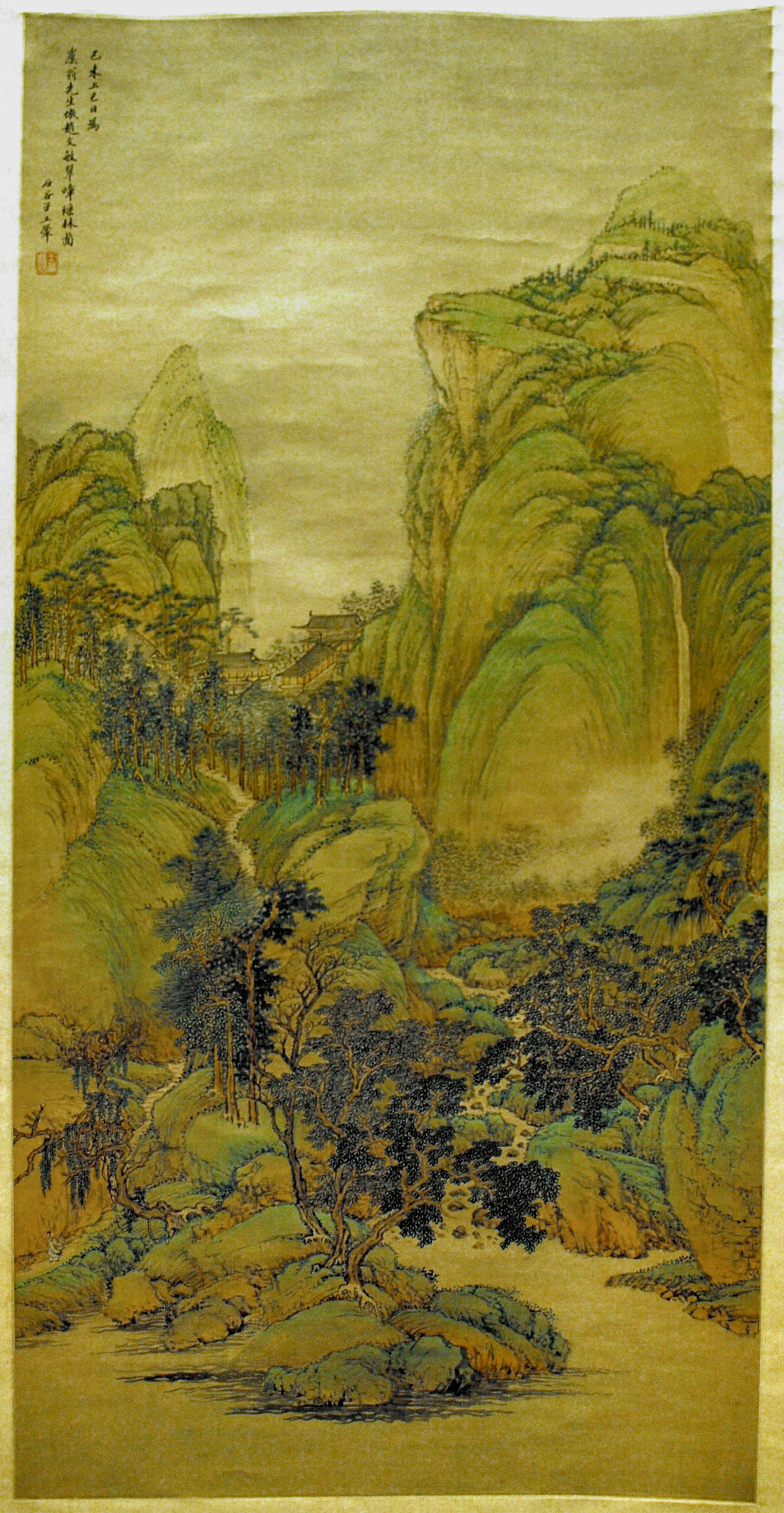
翠嶂瑶林图（上海博物馆藏）
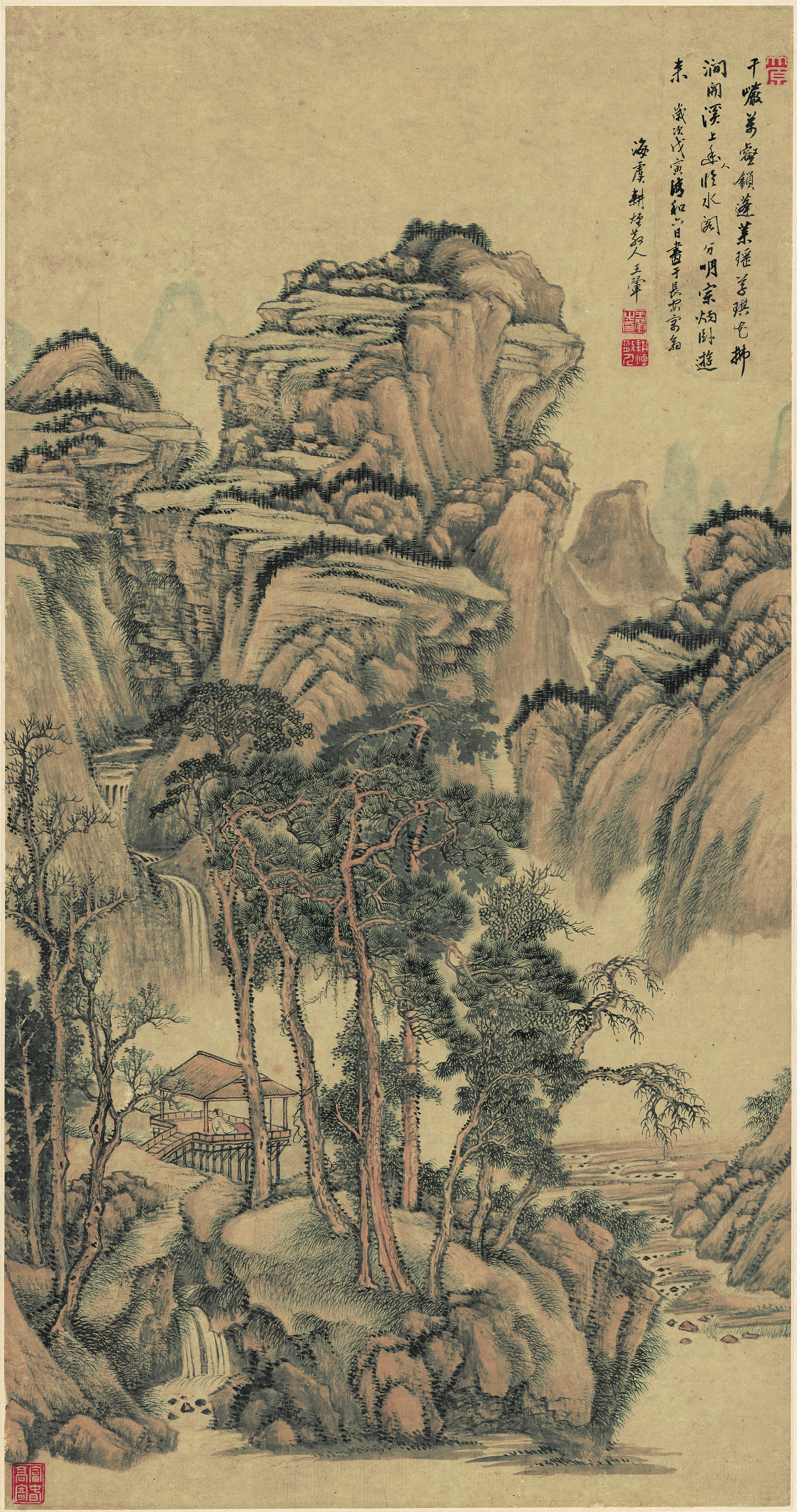
水阁幽人图（天津博物馆藏）
秋树昏鸦图（北京故宫博物院藏）
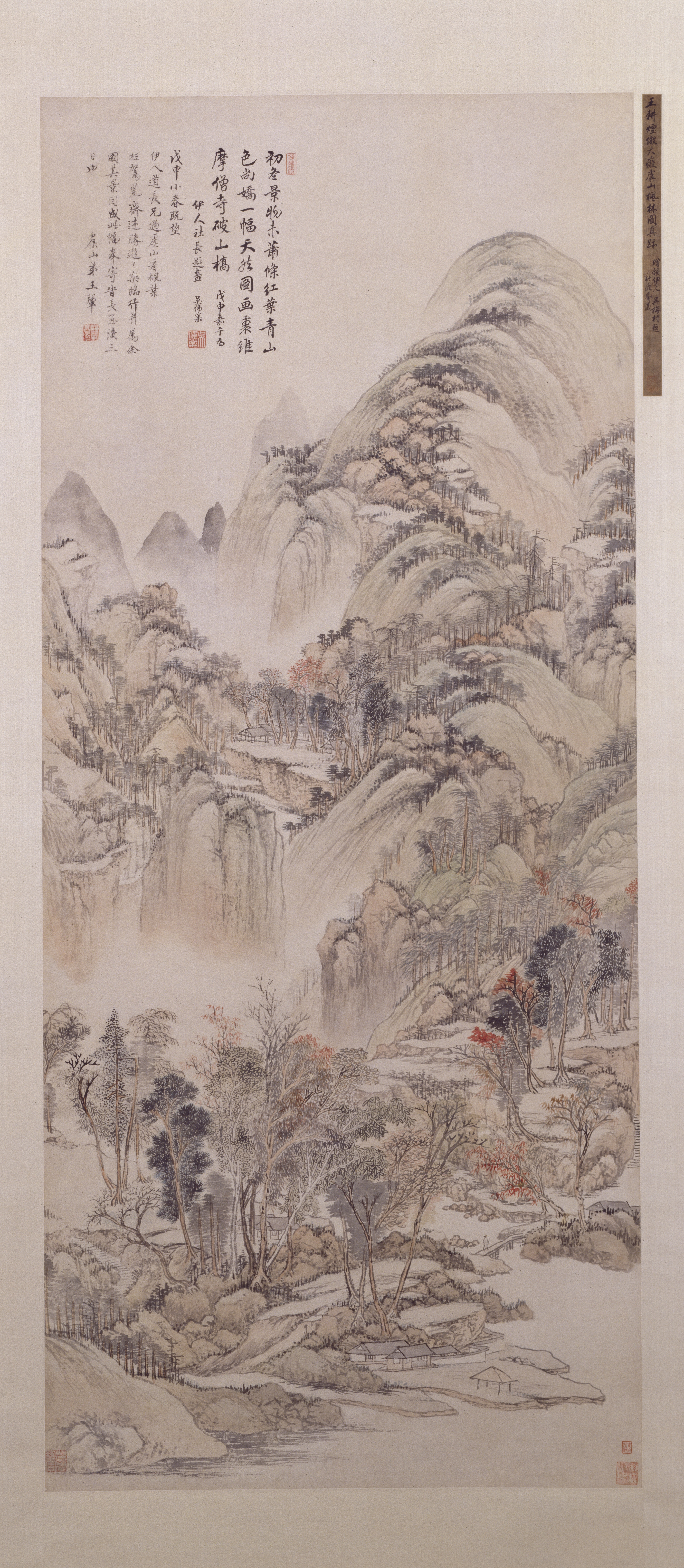
虞山枫林图（北京故宫博物院藏）
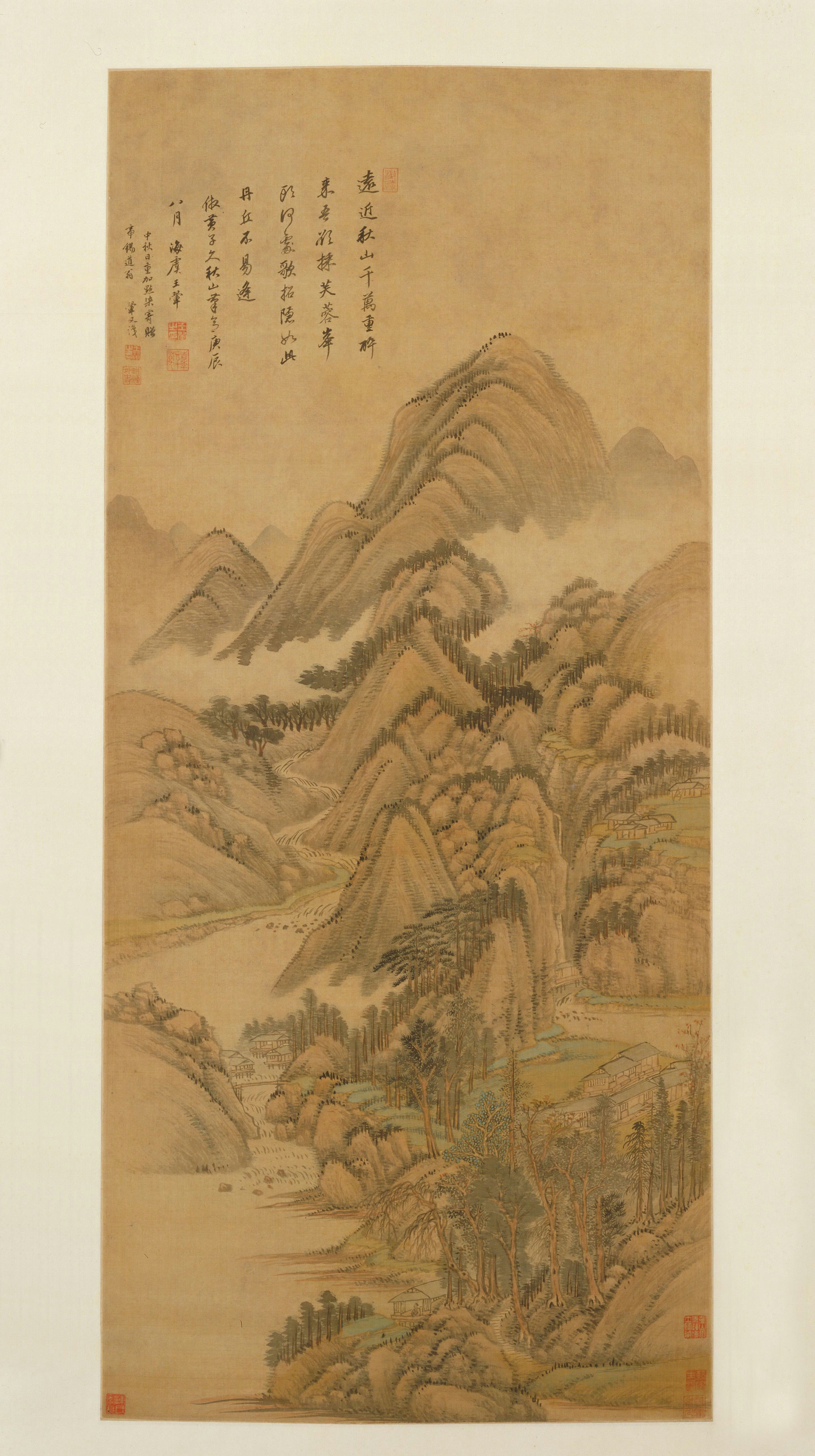
秋山万重图（北京故宫博物院藏）
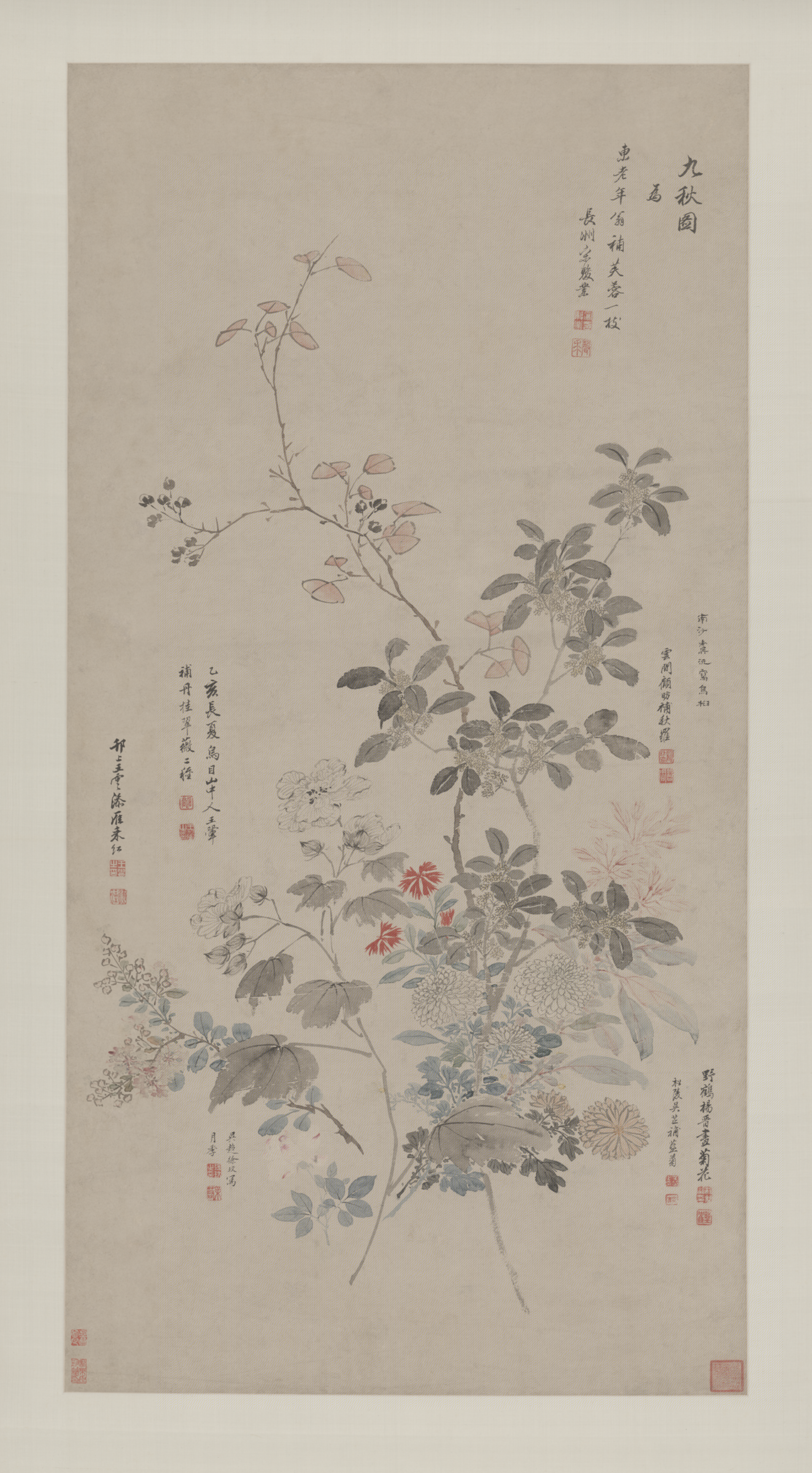
九秋图（王翚与弟子杨晋、王云、宋駿業等共八人合绘，故宫博物院藏）

## 延伸阅读
[在维基数据编辑]
 《清史稿·卷504》，出自趙爾巽《清史稿》
 在维基共享资源阅览影像

## 外部連結
- 2011年列名世界拍賣收入記錄前30名的中國畫家名單已公佈 - 第30名為王翬 Wang Hui 王翚